# Trio avec piano no 4 de Beethoven
Pour les articles homonymes, voir trio pour clarinette, violoncelle et piano (homonymie).
Gassenhauer

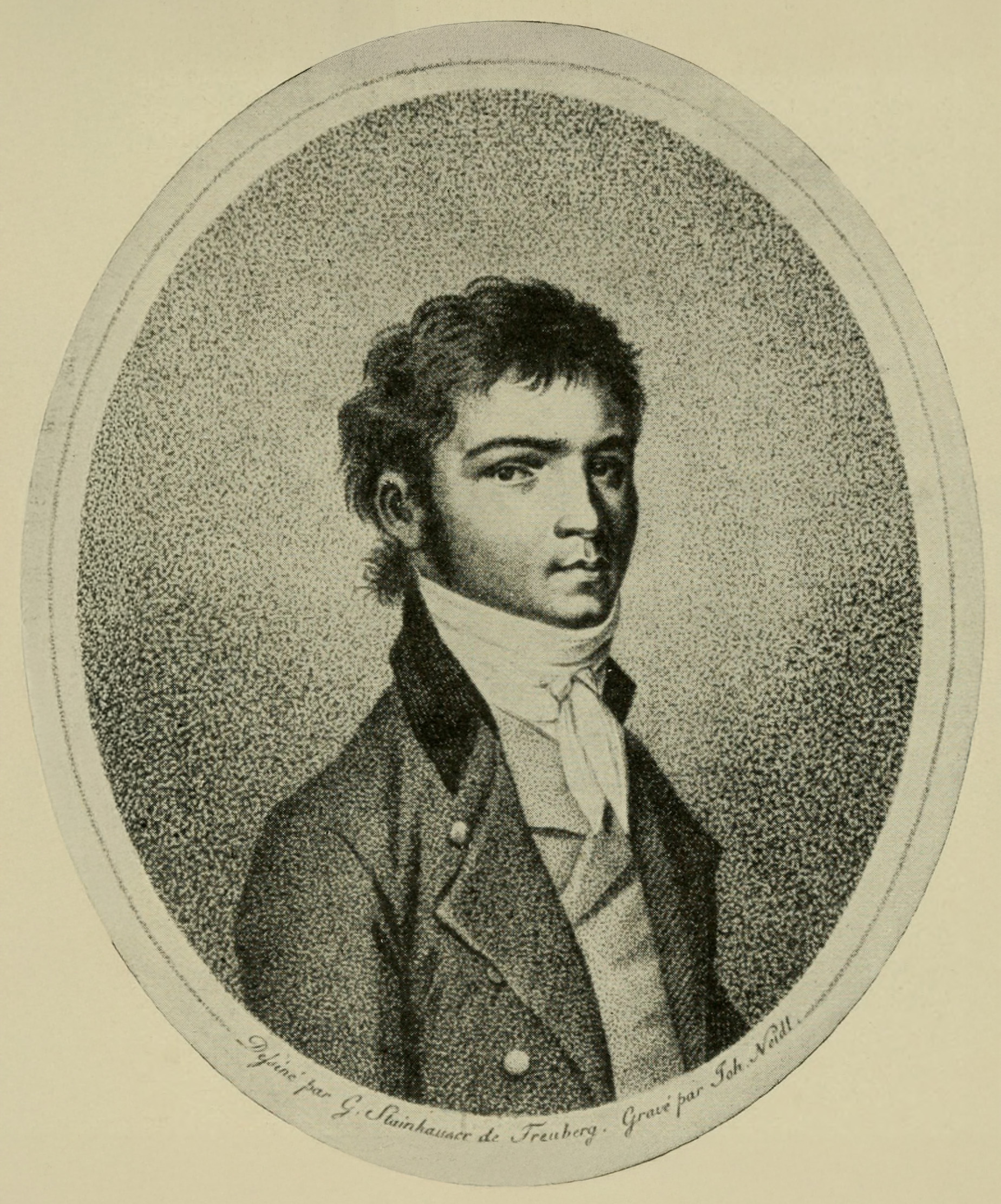
Ludwig van Beethoven

Le Trio avec piano no 4 en si bémol majeur, opus 11, de Ludwig van Beethoven, surnommé « Gassenhauer » est un trio pour piano, clarinette et violoncelle (ou piano, violon et violoncelle) qui fut composé en 1797 et publié en 1798, et dédié à la comtesse Maria Whilhelmine von Thun, protectrice de Beethoven à Vienne.
Daniel Steibelt, grand virtuose de l'époque, jugea avec condescendance la partie pour piano de ce trio qu'il jugeait trop facile. Beethoven, piqué de cette remarque, aurait alors improvisé devant Steibelt avec une telle maîtrise que le virtuose quitta la salle et refusa dès lors de voir Beethoven .
Le trio comporte trois mouvements et son exécution dure environ 19 minutes :
1. Allegro con brio
2. Adagio
3. Thème et variations (sur le thème de Pria ch'io l'impegno de l’opéra L’amor marinaro ossia Il corsaro de Joseph Weigl[2])

Le surnom du trio « Gassenhauer » (en français : « tube de ruelle ») est lié à l'air populaire du dernier mouvement,  « un air souvent sifflé et chanté dans les ruelles de Vienne ».